# ワインの色

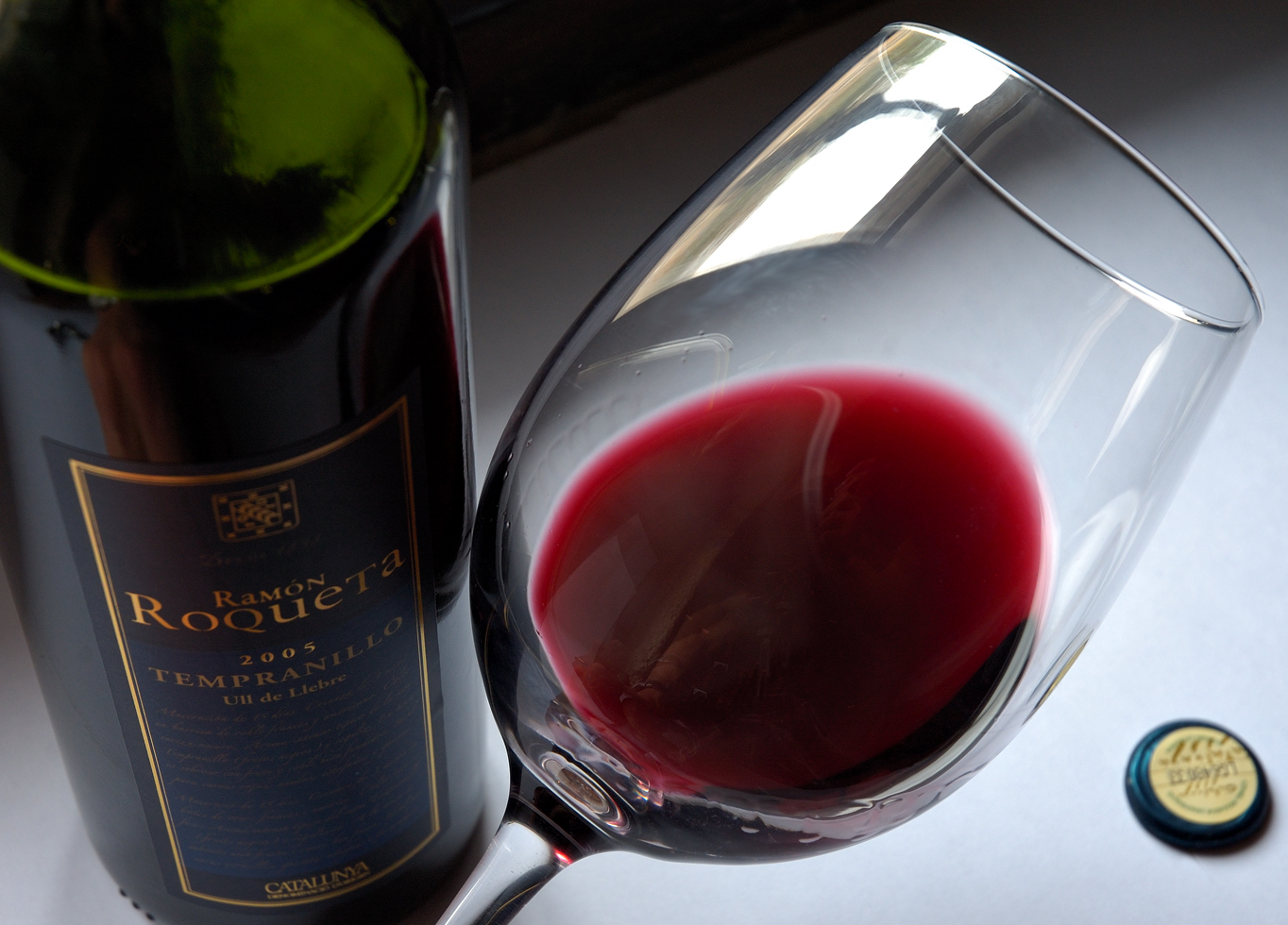
色の判定は、ワインのテイスティングの第一段階である。

ワインの色（ワインのいろ、Wine color）は、最も認識しやすいワインの特徴の一つである。重いワインは一般的に深い色をしており、ワインの色は、ワインのテイスティングの要素の一つとなる。ワインの色を判定する伝統的な道具は、暗いワインセラーの中で液体の色を見られるようにした浅いカップのタートバンである。また色は、ワインの分類の要素となる。

## 色の起源
ワインの色は、主にブドウの品種の核果の色を依存する。色素は果汁ではなく、外果皮に局在するため、ワイン醸造の方法や、ムストを果皮に接触させるマセレーションの時間の長さに依存する。タンテュリエは例外で、果実のパルプ質にも色素が含まれる。色の異なる2種類以上の品種をブレンドしてワインを使ってワインを作ることもある。
赤い外果皮のブドウから、素早く圧搾し、果汁を果皮と触れさせないことで、白ワインを作ることもできる。ワインの色の大部分は、フェノール化合物（アントシアニジン、タンニン等）等の植物色素のためであり、酸の影響も受ける。また、ワインの熟成中に、活性分子同士の反応によって色が変化し、一般的には、より黄褐色に近い色に褐変する。熟成にオーク等の木製の樽を用いることでも、ワインの色に影響する。
さらに、アントシアニジンとその他の非色素フラボノイドまたは天然フェノールとのコピグメント効果もワインの色の一つの要因となる。
ロゼワインは、セニエ（ワインを赤い果皮に短時間晒す）か、赤ワインと白ワインのブレンドによって作られる。

## 色の変化
アントシアニンとプロシアニジンの複雑な混合物の存在が、ワインの色の安定性を向上させている。
ワインが熟成すると、色素分子に含まれるアセトアルデヒドの自動酸化反応が起こる。新しく形成された分子は、pHや亜硫酸塩漂白に対してより安定である。このような分子には、ビチシンA、ビチシンB、ピノチン、ポルトシン等のピラノアントシアニンやその他のポリマー由来色素が含まれる。
マルビジングルコシドエチルカテキンは、フラバノール-アントシアニン付加物である。フラバノール-アントシアニン付加物は、ブドウ中のアントシアニンとタンニン、及びアセトアルデヒド等の酵母代謝物から熟成中に形成される。アセトアルデヒドの誘導する反応で、マルビジングルコシドエチルカテキン等のエチル結合種が生成する。この化合物は、pH5.5で、マルビジン-3O-グルコシド（オエニン）よりも高い安定性を持つ。pHが2.2から5.5に上昇すると、色素の溶液は徐々に紫色になる(pH 5.5でλmax = 560 nm)が、アントシアニンの同様の溶液は、pH4.0でほぼ無色になる。
ワインを限定的な量の酸素に晒す（ミクロオキシジェナシオン）ことはワインに有益な効果をもたらすが、ワインの色にも影響を与える。
カスタビノールは、アントシアニン色素に由来する別の種類の無色の物質である。

ワイン中で見られるキサンチリウム色素である化合物NJ2の構造

モデル溶液では、カテキン等の無色の物質から別の種類の色素ができることがある。第一段階は、2つのフラバノール単位がメチン基で繋がれた無色の二量体の形成である。次の段階で、無色の二量体の脱水、酸化が起こり、キサンチリウム塩の黄色の色素とそのエチルエステルが形成される。脱水は、二量体の2つのA環のヒドロキシ基の間で生じる。

## 色
ワインの主な色には、以下のようなものがある。
- 灰色 - ヴァン・グリ等。
- 橙色 - オレンジワイン等。白ワインをある程度長い時間果皮と接触させておくと濃い色になる。
- 赤色 - 赤ワイン。青紫色に近い色のものも赤ワインと呼ぶ。
- ロゼ
- 黄褐色 - ポートワイン等。
- 白色 - 白ワイン。明るい色のワイン。
- 黄色 - ヴァン・ジョーヌ。フランス東部のジュランソンAOCやソーテルヌ。
- その他：
- ワインレッド - 赤紫色。
- サングリア - サングリアの色。
- オックスブラッド - 恐らく、かつて赤ワインの清澄化のために乾燥した血液の粉末を用いていたことに由来する。

## 科学的な色の決定
国際ブドウ・ワイン機構は、分光測色法によりワインの色を評価する方法、またLab色空間の指標を計算する方法を提供している。